# Xian de Luoping
Le xian de Luoping (罗平县 ; pinyin : Luópíng Xiàn) est un district administratif de la province du Yunnan en Chine. Il est placé sous la juridiction de la ville-préfecture de Qujing.

## Démographie
La population du district était de 508 345 habitants en 1999.

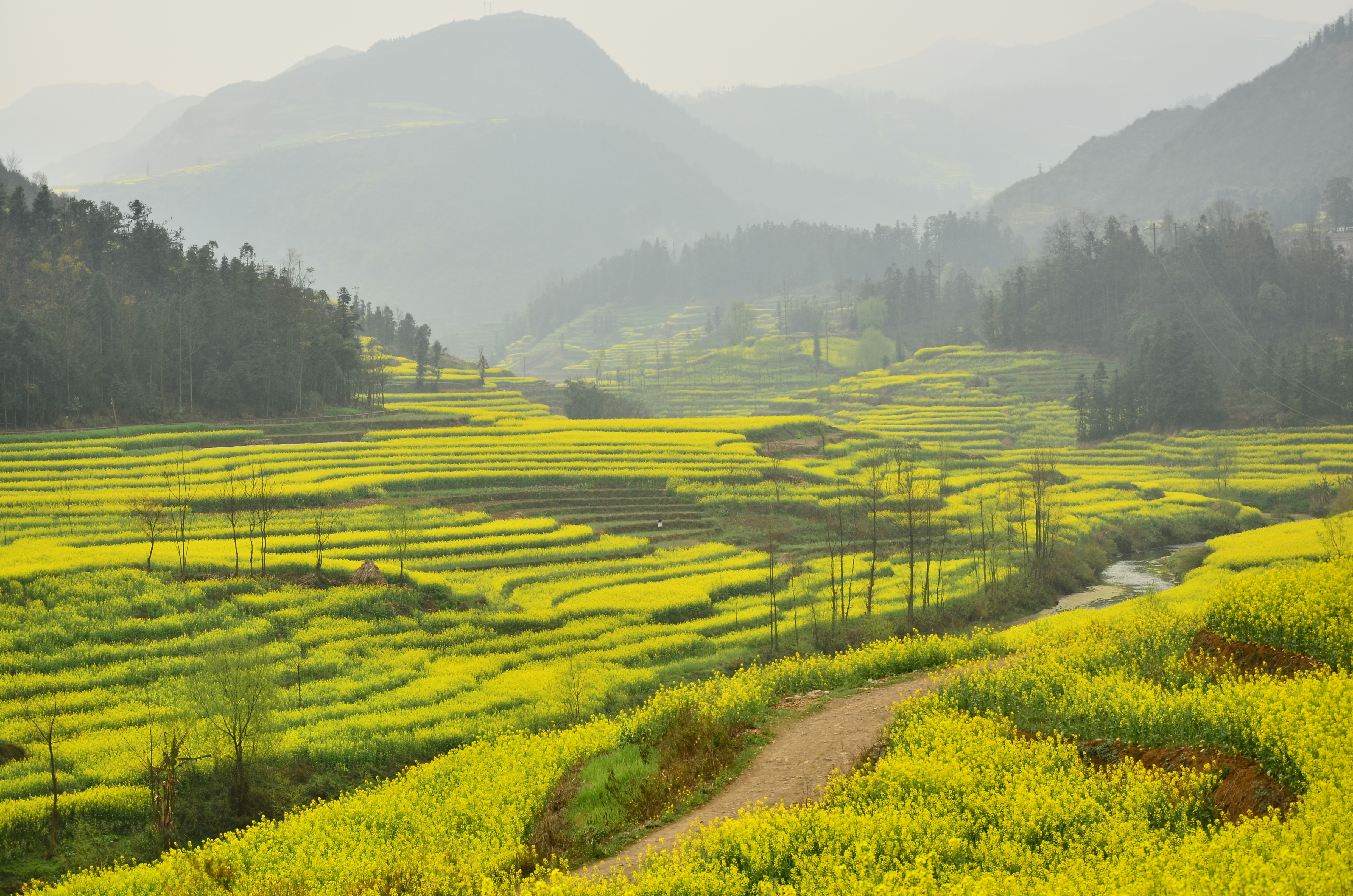
Les.